# Eazel
Eazel fue una empresa desarrolladora de software proveniente de Mountain View, California, fundada en 1999 y desapareció en 2001.
La empresa tenía empleados provenientes de Apple Computer, Netscape, Be Inc., Linuxcare, Microsoft, Red Hat y Sun Microsystems, entre otras compañías. Mike Boich era el director ejecutivo; Bud Tribble era el vicepresidente de ingeniería; Andy Hertzfeld era un diseñador principal y Darin Adler el líder de desarrollo. Susan Kare, autora de los iconos de Macintosh originales, fue contratada para diseñar iconografía basada en vectores.
El principal logro de Eazel fue el gestor de archivos Nautilus, creado para el entorno de escritorio GNOME. Su plan de negocios implicó la monetización de servicios en línea que se ofrecerían a través de Nautilus, como almacenamiento de archivos, pero no pudieron hacer eso antes de que el capital de riesgo se terminara. El 13 de marzo de 2001, Eazel publicó Nautilus 1.0 y, al mismo tiempo, despidió a la mayoría de sus empleados. Eazel intentó vender su equipo de desarrolladores base, sin embargo salieron del mercado en mayo de 2001. El gestor de archivos Nautilus siguió siendo actualizado por la comunidad del software libre.